# 吹田市立第二中学校
吹田市立第二中学校（すいたしりつ だいにちゅうがっこう）は、大阪府吹田市岸部北一丁目にある公立中学校。
学制改革と同時の1947年に、吹田市で最初の中学校の一つとして創立した。英語科や数学科での少人数授業の導入、「朝の読書活動」の取り組みなどにも力を入れている。

## 沿革
- 1947年
  - 4月1日 - 現校名で開校。
  - 4月22日 - 吹田市立新設3中学校の合同開校式を実施。この日を創立記念日とする。
- 1948年4月5日 - 吹田市立第三中学校（当時、三島郡味舌町正雀＝現在の摂津市にあった）内に分校を設置。岸部地区在住の生徒を収容する地域分校とする。
- 1949年
  - 7月12日 - 分校を廃止。
  - 11月17日 - 新校舎完成。
- 1963年4月 - 養護学級設置。
- 1972年12月17日 - 給食開始。
- 1979年4月1日 - 従来の校区のうち吹田市立千里第一小学校の校区を、新設の吹田市立片山中学校校区へ編入。
- 1995年 - 小中連携の研究校、ふれあい教育推進事業の実施校に、それぞれ指定される。

## 通学区域
- 吹田市立岸部第一小学校と吹田市立岸部第二小学校の通学区域。

## 著名な出身者
- 8.6秒バズーカー

## 交通
- 東海道本線（JR京都線） 岸辺駅 西北西へ約2km。
- 阪急バス 竹谷バス停。

## 周辺施設
- 吹田市立博物館